# Franciaország művészete
A francia művészet korszakai:
- Francia középkori művészet
- Francia reneszánsz és manierizmus (16. század)
- Francia barokk és korai klasszicizmus (17. század)
- Régence-stílus, rokokó és klasszicizmus (18. század)
- 19. századi francia művészet (romantika, eklektika, realizmus, klasszikus modernség)
- 20. századi francia művészet
- Kortárs francia művészet

Ez a cikk általános összefoglalót tartalmaz az egyes korszakokról.

## Francia reneszánsz és manierizmus
A Francia reneszánsz kezdetét általában a franciák 1494-es itáliai hadjáratához kötik, durván számítva VIII. Károly (1483-1498) és IV. Henrik (1589-1610) uralkodása közötti időszakot teszi ki. Általános vélekedés szerint tetőpontját I. Ferenc (1515-1547) és fia, II. Henrik (1547-1559) uralkodása alatt érte el.
Az itáliai hadjárat és a burgundi udvar közelsége (flamand kapcsolatokkal) a franciák számára elérhetővé tette mind az itáliai, mint az északi reneszánsz alkotó szellemének vívmányait és alkotásait. Az itáliai reneszánsz művészeti újdonságait többek között Rosso Fiorentino, Francesco Primaticcio és Niccolò dell’Abbate, az úgynevezett Fontainebleau iskola képviselői, az északi reneszánszt pedig főként flamand művészek, Jean Clouet és fia, François Clouet hozták Franciaországba. Leonardo da Vinci szintén meghívást kapott I. Ferenc udvarába, de képein kívül, amiket magával vitt, nem dolgozott sokat a francia királynak.
Az I. Ferenc és IV. Henrik uralkodása közötti művészeti időszakra erős hatást fejtett ki a (többek között Michelangelo és Parmigianino nevéhez köthető) manierizmus néven ismert, az allegóriát és a mitológiát is felhasználó, képi szónoklatba helyezett elnyúlt, méltóságteljes alakok által jellemzett itáliai festészeti és szobrászati fejlesztés.

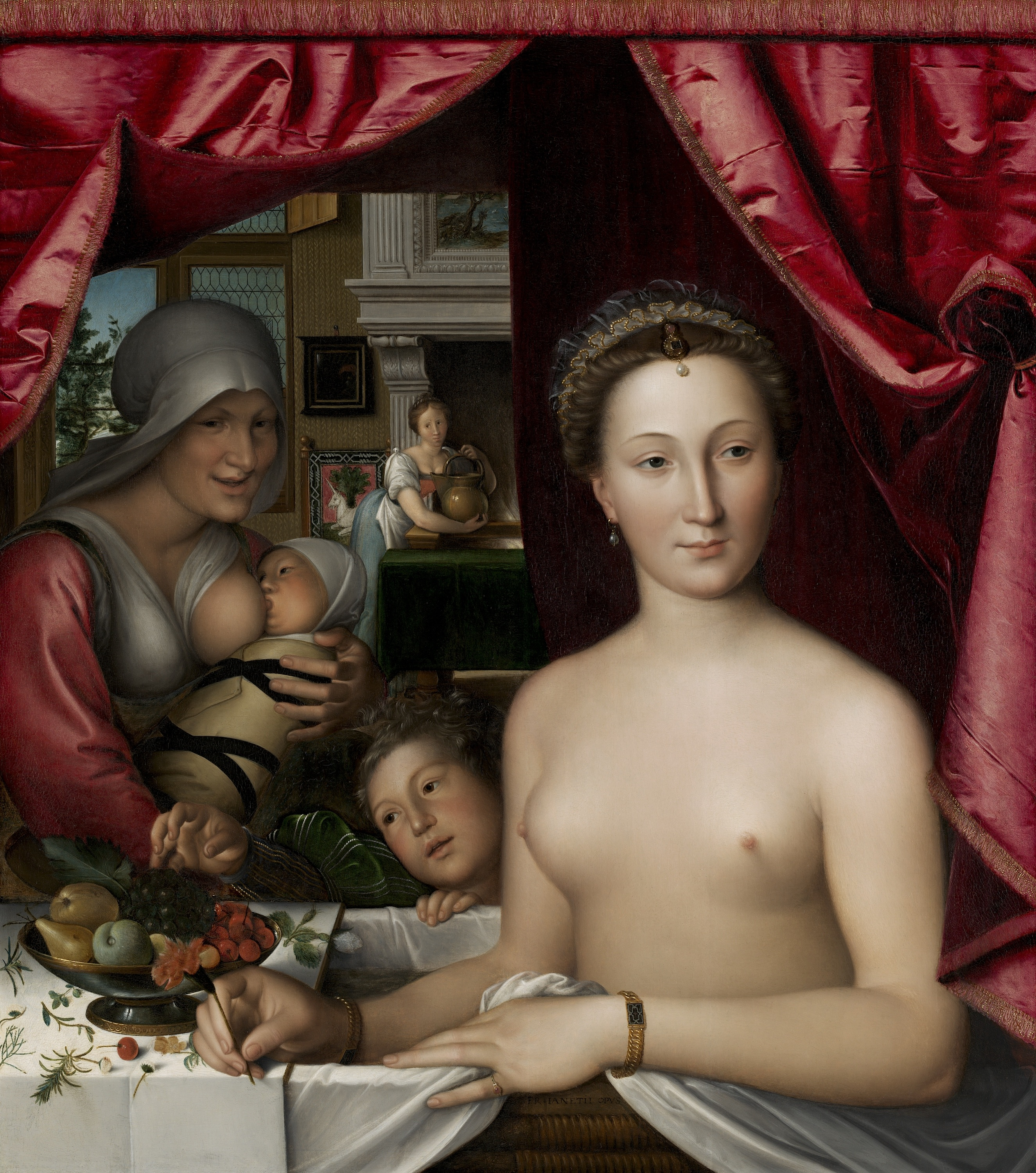
François Clouet: Fürdő nő (1570)

Több hihetetlen tehetséggel bíró francia művész is felbukkant ebben az időszakban: Jean Fouquet festő (aki káprázatosan élethű portrékat és figyelemfelkeltő módon megvilágított kéziratokat készített), valamint Jean Goujon és Germain Pilon szobrászok.
A francia reneszánsz valószínűleg legnagyobb vállalkozása a Loire menti kastélyok felépítése volt: ezek már nem erődök, hanem kiemelkedő építészeti megoldásokkal készült élménypaloták voltak, amik legnagyobb előnyüket a Loire menti régió folyóinak és mezőinek gazdagságából nyerték.
Pierre Lescot irányítása alatt a Louvre kastélyt Párizsban szintén ujjáépítették és vadonatúj reneszánsz kastéllyá formálták. A Louvre-tól nyugatra Medici Katalin megépítette a Tuilériák palotáját és kertjét.
A vallásháborúk azonban harminc évre polgárháborúba sodorták az országot, ami a vallási és politikai propaganda körén kívül minden művészeti tevékenységet elhomályosított.
IV. Henrik trónra lépése jelentős városi fejlesztésekkel járt Párizsban, megépült a Pont Neuf, a Place des Vosges, a Place Dauphine, és a Louvre további részekkel bővült.
A király felkért több művészt, Toussaint Dubreuil-t, Martin Fréminet-t és Ambroise Dubois-t, hogy a Fontainebleau kastélyon dolgozzanak, őket hívják a második Fontainebleau iskolának.
IV. Henrik felesége, Medici Mária meghívta Peter Paul Rubens flamand festőt Franciaországba, a művész nagyméretű képeket festett a királynő számára a Luxembourg Palotába. A királyi udvar számára egy másik flamand festő is dolgozott, ifj. Frans Pourbus.
Franciaországon kívül, a Lotaringiai Hercegségben Jacques Bellange, Claude Deruet és Jacques Callot művészetében a manierista stílusnak egy eltérő válfaja alakult ki. A francia művészekkel kevés kapcsolatot tartva éjjeli képeikkel magasfokú, szélsőséges, néhol erotikus manierizmust fejlesztettek ki.
Az időszak alatt a művészetekben is megjelenő jelentős fejlődés a humanizmus elterjedése volt, valamint az új építészeti és tudományos technológiák áramlása az országba.

## Francia barokk és francia klasszicizmus
A 17. század elejének képzőművészetét és építészetét a barokk stílus jellemezte Franciaországban.
A késői manierizmus és a korai barokk irányzatok virágzása a 17. század elejére, Medici Mária és XIII. Lajos uralkodására tehető. A kor művészetére az észak-európai (holland és flamand) iskolák és az ellenreformáció itáliai festőinek hatása jellemző. A francia művészekre többek között Peter Paul Rubens (a flamand barokk, érzelmes vonalak és színek) és Nicolas Poussin (tudatos józanság és arányosság, itáliai klasszicizmus) munkássága gyakorolta a legnagyobb hatást.

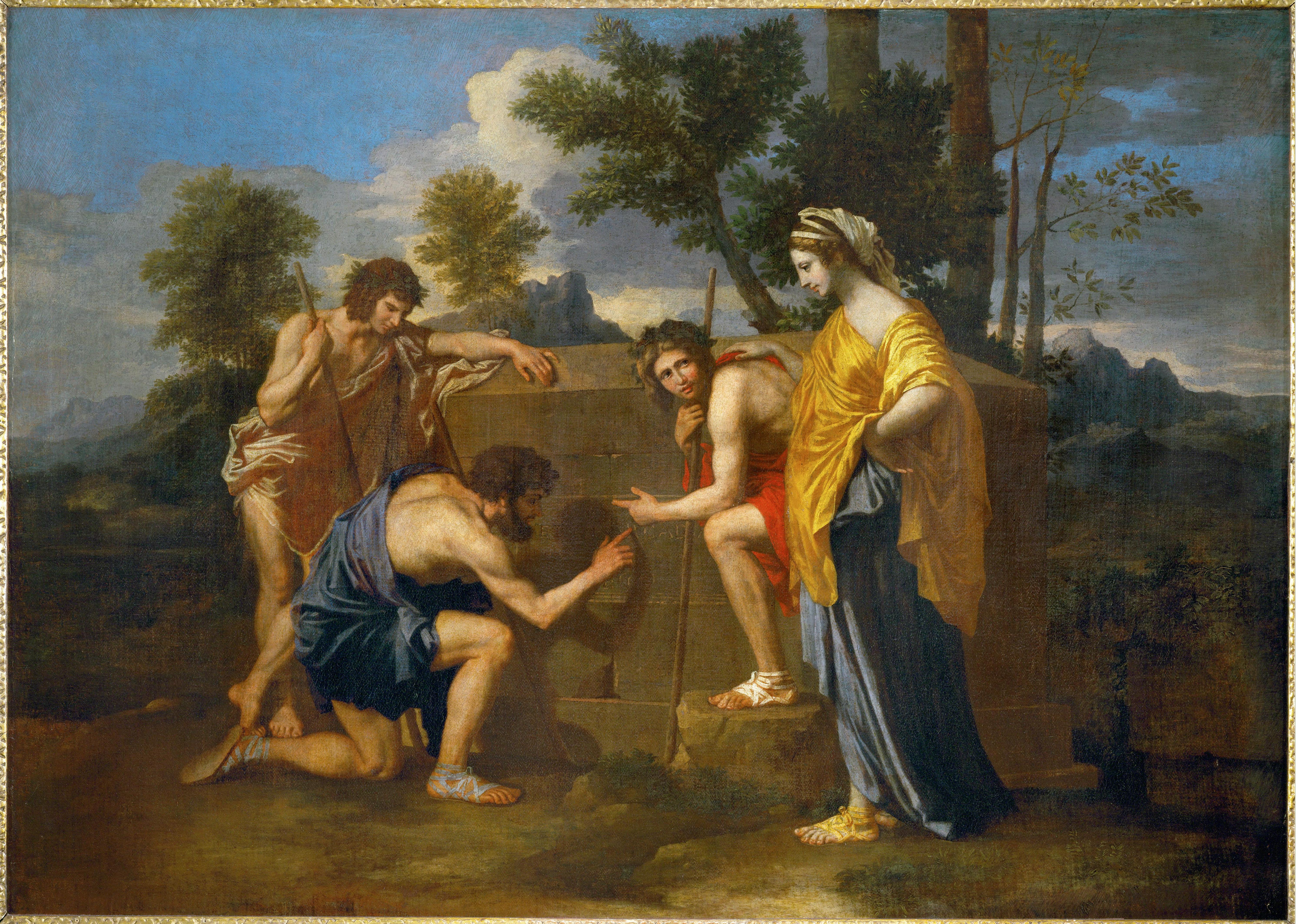
Nicolas Poussin: Les Bergers d’Arcadie

Az időszakra ugyancsak erős befolyást gyakoroltak a Caravaggio iskolát képviselő Georges de La Tour gyertyafényes festményei, valamint a holland Le Nain fivérek, akiknek témái főként a szegények és elnyomottak voltak. Philippe de Champaigne festményei között egyaránt voltak XIII. Lajos minisztereit ábrázoló képek és a janzenista szekta elmélkedő tagjainak portréi.
Ugyanakkor XIV. Lajos alatt Franciaországban a barokk már nem nyert akkora teret, mint Itáliában. Gian Lorenzo Bernini híres javaslatát a Louvre átépítésére XIV. Lajos visszautasította. A háborúk ideje alatt a király a nagyszabású építészeti munkákat támogatta, Franciaországot és az ő személyes hírnevét dicsőítő művészeti programot indított. Az apja által szerény vadászkunyhónak tervezett Versailles-i palotát átalakítva bálok és fogadások céljára alkalmas bámulatos palotát épített. Louis Le Vau építész, Charles Le Brun festő és látványtervező, valamint André Le Nôtre tájépítész csodát teremtett: a földből szökőkutak nőttek, a kert rejtett zugaiból mutatványosok bukkantak elő.
Versailles átalakításának kezdeti lendületét a Nicolas Fouquet pénzügyminiszter számára épült Vaux-le-Vicomte magánkastély adta. Az újonnan befejezett létesítményt 1661-ben a király számára rendezett fényűző fesztivál nyitotta meg, a minisztert azonban hűtlen kezeléssel vádolták és életfogytiglani börtönbüntetésre ítélték. A pártfogásában álló művészek, Le Brun, Le Vau, Le Nôtre, valamint La Fontaine és Molière pedig átkerültek Versailles-ba.
Ebben az időszakban a királyi udvar részéről az ipari termelést Jean-Baptiste Colbert miniszter felügyelte és a továbbiakban külföldről nem lehetett luxuscikkeket hozni Franciaországba, a megfelelő minőségben, helyben kellett mindent előállítani. Ugyanennek az elvnek érvényesítésével létrehozták a festészeti és szobrászati akadémiát, amit az egyes műfajok rangsora szerint működtettek (a történelmi festészet volt köztük a legelőkelőbb helyen), a munkákban a képi szónoklatok és az illemszabályok szigora kapott erőteljes szerepet.
A korszak bútorai és belsőépítészete a XIV. Lajos stílusa elnevezést kapta, jellemzői voltak a vastag arany és vörös brokádok, erős aranybevonat a szegélyeken, hatalmas szobrokkal díszített étkezők és súlyos márványok.
Végül 1682-ben Versailles vált a király hivatalos palotájává, megépült a Tükrök Csarnoka, a birtokon több kisebb kastély és egy hosszú csatorna épült velencei gondolákkal.
XIV. Lajos fiatalkorában sokat szenvedett a polgári és parlamenti zavargásoktól. Versailles-ba költözve távol tudta tartani magától a fővárosban rá leselkedő veszélyeket, egyúttal rajta tudta tartani a szemeit a nemesek ügyein és ki tudta őket játszani egymás ellen. Versailles egy aranyozott kalitkává vált, a nemesi viszályokat az ott tartott hivatalos tárgyalások és megbeszélések útján, helyben kezelték. Szigorú etikettet vezettek be, kevés volt a magánélet. A király szigorú napi programot követett, egy szava vagy pillantása pályafutásokat teremtett vagy semmisített meg.
Háborús sikereivel és Versailles dicsőségével XIV. Lajos bizonyos fokig az európai hatalmi ízlés irányítójává is vált, kastélyát és az illemtant más európai udvarokban is lemásolták. Azonban hosszú uralkodásának utolsó éveit sötétté tették a háborús bonyodalmak és a vallási szembenállások.
A században a filozófiai irányzatok hatására a francia barokk megrendült. Poussin művei is jóval klasszikusabbak, érzelemszegényebbek, mint az európai barokk mesterművei. Új irányzat volt a klasszicizmus, mely elsősorban a drámában jelentkezett. XIV. Lajos udvarában Jean Racine, Molière és La Fontaine voltak azok, akik Arisztotelész Poétikáját félreértelmezve szigorú szabályokat hoztak létre, mint a hármas egység. Ez a klasszicizmus azonban nem érte meg a 18. századot.

## 18. század: régence-stílus, rokokó, klasszicizmus
A 17. század végétől a 18. század végéig tartó képzőművészeti és építészeti irányzatokat a rokokó és a klasszicizmus jellemzi.
XIV. Lajos halála után csapongó időszak kezdődött Franciaországban. XIV. Lajos örököse, legnagyobb unokája, XV. Lajos ekkor mindössze ötéves volt, ezért az országot hét éven át II. Fülöp orléans-i régens irányította, aki 1715 és 1722 között Versailles-t magára hagyta. A régens uralmáról a korszak művészetét régence-stílusnak nevezik. A festészet az ízléses szórakozás, a színpadi képek és a női meztelenség felé fordult, amit ekkor többek között Antoine Watteau, Nicolas Lancret és François Boucher munkássága jellemzett.
XV. Lajos uralkodása vége felé a dekorációban megjelent XV. Lajos stílusa is, ami már világosabb volt elődjénél: pasztellek és fatáblák, kisebb szobák, kevesebb aranyozás és brokátok, burkolatok, girlandok és esetenként kínai motívumok jelentek meg. A szobák meghittebbek voltak. A király Versailles-ba való visszatérésekor XIV. Lajos legtöbb barokk szobáját átépítették. Az etikettet leegyszerűsítették, a magánszféra fogalma kibővült: a király éjszakára visszavonult hivatalos ágyába és magánbeszélgetéseket folytatott udvarnőivel.

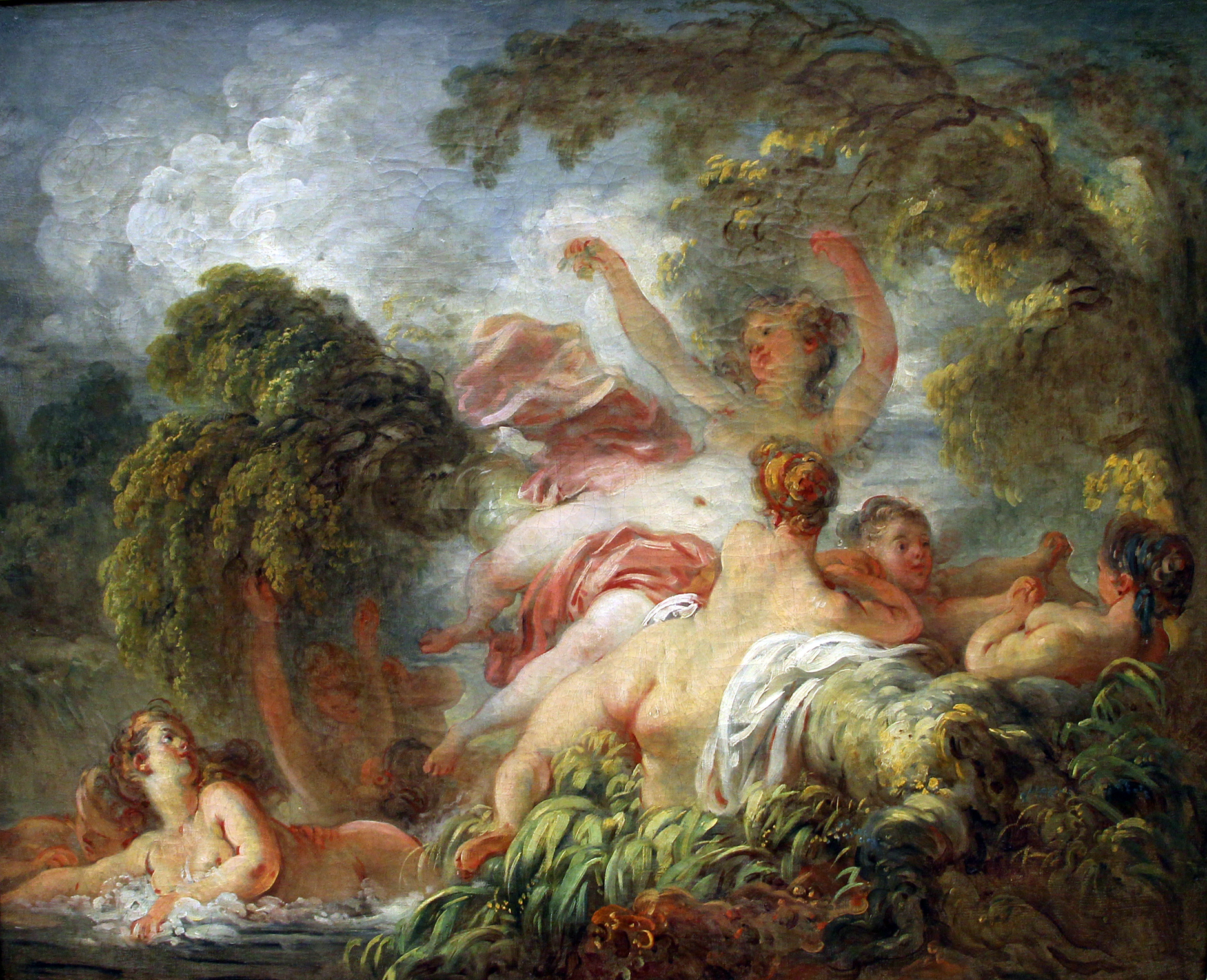
Jean-Honoré Fragonard: A fürdőzők

A 18. század második felében a francia kultúra kiemelkedő európai szerepe tovább folytatódott, különösen a művészetek és a tudományok terén, a "lingua franca" pedig az európai bíróságok hivatalos nyelve lett. A művészeket továbbra is a francia akadémiai rendszer irányította, ugyanakkor megjelentek mások is, mint például Jean-Honoré Fragonard és Jean-Baptiste Siméon Chardin, akik vastag ecsethasználattal készült képeikkel egyre növekvő mértékben kísérleteztek. Ugyanakkor hivatalosan továbbra is a műfajok rangsorát fogadták el, az életképek, a tájképek, a portrék és a csendéletek különösen divatosak voltak.
Denis Diderot több alkalommal írt az akadémia Páris Salon nevű éves festészeti és szobrászati kiállításáról, megjegyzései és kritikái a korszak művészeti életében alapműveknek számítanak.
Diderot egyik kedvenc festője Jean-Baptiste Greuze volt. Noha a mai ízlés szerint gyakran giccsesnek tűnik, a nemzeti színterekről készült festményei a korszak európai művészetében felfedezett szentimentalizmus fontosságát jelzik (csakúgy mint Jean-Jacques Rousseau és Samuel Richardson munkái).
Ebben a korszakban felfedezhető már egyfajta pre-romanticizmus is, Hubert Robert az itáliai pusztulásról készült képei jelentősek ebben a megközelítésben. Ugyancsak ide tartozik a Francia kert észszerű és geometrikus formáiról való áttérés az Angol kert természetesen vad és észszerűtlen természeti formáira.
A 18. század közepén Franciaországban megjelent az a klasszicizmus, mely az antik görög és római formákat használta fel. A stílus legnagyobb képviselője a festészetben Jacques Louis David volt, aki a görög vázák vonalait tükrözte le, külön hangsúlyozva a körvonalakat, témái az ókori történelmet ölelték fel (Szokratész halála, Brutus). Festményeinek magasztosságát és tárgyát nagyban Nicolas Poussin művei inspirálták.
XVI. Lajos stílusa a bútorkészítésben a kör és ovális támlájú, barázdált lábú székek felé mutatott, a dekorációban görög mintájú motívumok jelentek meg.
A francia klasszicizmus stílusa a francia forradalom szellemiségét tükrözi, ahogy az megfigyelhető például az 1763-ban elkezdett és 1840-ben elkészült párizsi Église de la Madeleine templom struktúráin is, ami a görög templomok mintáit hordozza magán, valamint ugyancsak megfigyelhető a híres franciák sírhelyéül szolgáló 1764-től 1812-ig épült Panthéon struktúráin. A felvilágosodás korában a hátratekintő gótikus stílus antitéziseként a klasszikus építészet észszerűsége és egyszerűsége jelent meg.
A köztársaság értékeinek megjelenítésére szintén gyakran választottak görög és római kori témákat. A tárgyban található festmény a forradalom hőseinek és mártírjainak dicsőítése témájában, csakúgy, mint David festménye Jean-Paul Marat meggyilkolásáról.
David kifinomult stílusát egyik tanítványa, Jean Auguste Dominique Ingres vitte tovább, aki Raffaello és John Flaxman hatásai alatt, a romantika szellemében mitológiai (Oidipusz és a szfinx, Jupiter és Thetis) valamint keleti témákat (A nagy Odaliszk) festett.

## 19. századi francia művészet
A forradalom és a napóleoni háborúk jelentős változást hoztak a francia művészetekbe. Több festő munkáját a császár dicsőítése és mitizálása kötötte le, egyúttal megjelent az orientalizmus, egyiptomi motívumok, a tragikus antihős karaktere, vad tájképek és történelmi regények születtek a középkorról és a reneszánszról, mindez a romantika elemeiként egy jól behatárolható, élénk korszakot alkotott.
A romantikus tendenciák az évszázadon keresztül folytatódtak: mind az idealizált tájfestészetnek, mind a naturalizmusnak megvoltak a romantikus gyökerei. Ebből fejlődött ki Gustave Courbet realizmusa és a barbizoni iskola, valamint a késő 19. századi szimbolizmus olyan képviselőkkel, mint Gustave Moreau vagy Odilon Redon.
A 19. században ugyancsak folytatódott Rubens és Poussin 17. századi támogatóinak vitája Jean Auguste Dominique Ingres munkáit jellemző egyenes vonal védői, és Eugene Delacroix munkáin látható vad színek és görbék védői között.
Walter Benjamin hívta Párizst „a 19. század fővárosának”. Ahhoz, hogy megértsük a művészi kifejezésnek azt roppant sokszínűségét, ami az 1860-as és az 1940-es évek között Párizsban látott napvilágot, egyszerre kell megértenünk a város által nyújtott élmények egyediségét, valamint a benne zajló gazdasági, szociális és politikai események hangulatát.
Haussmann báró irányításával a város nagyszabású átalakuláson ment keresztül, káprázatos perspektívák és széles sugárutak nyíltak meg, ugyanakkor kiköltöztették a szegényebbeket és a városon át gyors utakat hoztak létre a felkeléseket leverő katonai csapatok számára. Haussmann városhatárain túl, a Montmartre hegyen egyúttal ott volt egy másik Párizs is a szélmalmaival, kis kocsmáival és szőlőskertjeivel. A kávéházi kultúra, a mulatók és az árkádok (19. századi fedett sétányok) világában keveredtek a társadalmi osztályok, a művészek és művészeti mozgalmak az akadémiai rendszer eredményeképpen radikalizálódtak, virágzott az anarchizmus. A képzőművészeti viták ugyanúgy lejátszódtak a zenében, a táncban, az építészetben és az irodalomban: Schoenberg, Stravinsky, Proust, Nijinski stb. Megszületett a modernizmus.

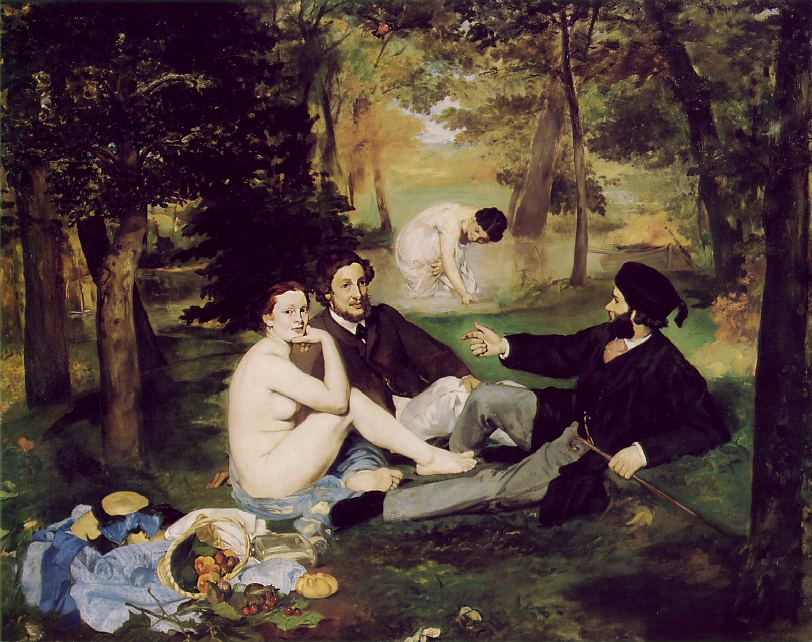
Édouard Manet: Ebéd a szabadban (Le déjeuner sur l'herbe)

Sok kritikus szerint a 19. század és a modern kor közötti átmenetet leginkább Édouard Manet képviseli (ugyanúgy, mint Charles Baudelaire a költészetben). A spanyol aranykor festészetének újrafelfedezése, az üres vászon bemutatására irányuló hajlama, a nyílt meztelenkedés felfedezése, valamint radikális ecsethasználata az első lépések az impresszionizmus felé.

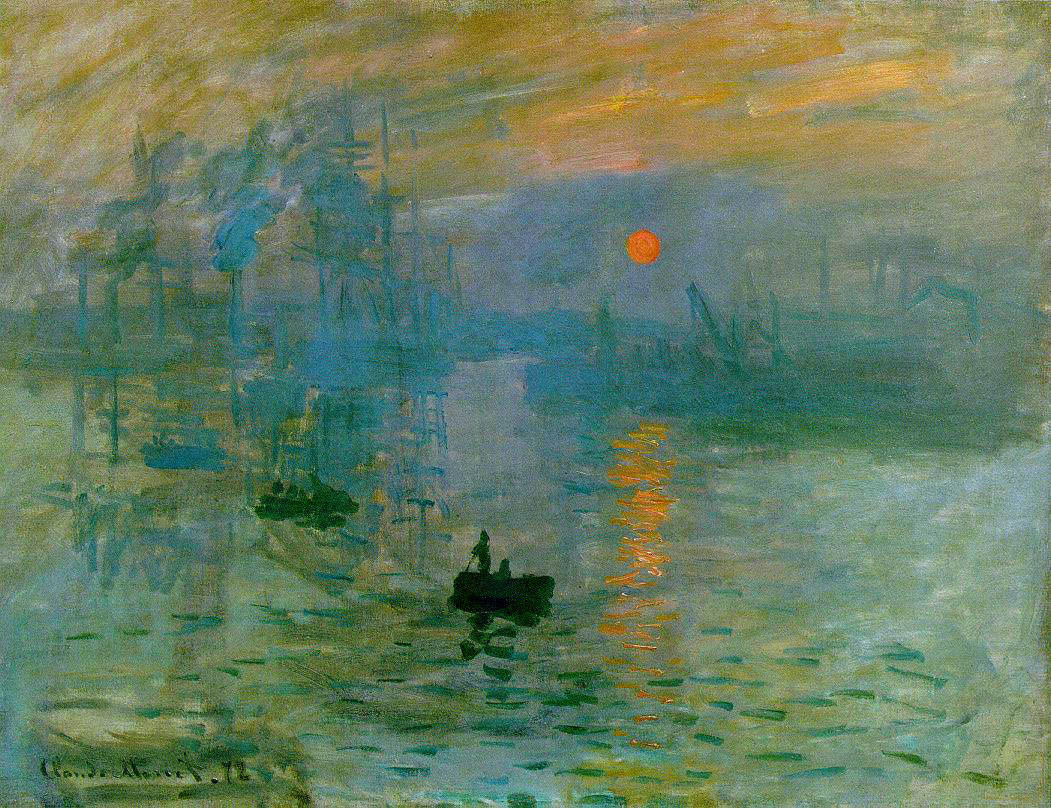
Claude Monet: A napkelte impressziója (Impression, soleil levant)

A kevert színek és a fekete használatát egyszer és mindenkorra elutasítva, a szabadban látható fényhatások törékeny átmeneteivel a következő nagy lépést az impresszionizmus irányába a barbizoni iskola tette, részben Joseph Mallord William Turner festményeinek hatására. Ide tartozott Claude Monet katedrálisaival és szénakazlaival, Pierre-Auguste Renoir korai szabadtéri fesztiváljaival és későbbi taszító aktjainak könnyed stílusával, valamint Edgar Degas táncosaival és fürdőzőivel.
Innentől kezdve a következő harminc év lenyűgöző tapasztalatok litániája volt. Az utat az expresszionizmus felé a Hollandiában született, de Franciaországban élő Vincent van Gogh nyitotta meg. Georges Seurat a színelméletek hatása alatt kidolgozta a pointillista technikát, ami az impresszionista kísérletezéseket irányította. Paul Cezanne a föld geometriai felfedezésével próbálkozott (ami számos kortársát hidegen hagyta). Paul Gauguin kidolgozta a szimbolizmust Bretagne-ban, majd felfedezte az exoticizmust és a primitivizmust Francia Polinézián. Henri Rousseau az autodidakta kontár pedig a naive forradalom modelljévé vált.

## 20. századi francia művészet
A 20. század első éveit az impresszionizmus és a posztimpresszionizmus szín- és tartalomkísérletei uralták. A fauvisták egyre erősebb színekkel próbálkoztak. A távol-keleti technikák beáramlása új hatásokkal járt, a Nabis-csoport sima felületek segítségével új dekoratív művészetet dolgozott ki egy japán nyomtatási eljárással.
Az afrikai törzsi maszkok felfedezése vezette rá Pablo Picassót 1907-ben, hogy megfesse Az avignoni kisasszonyokat. Ő és Georges Braque (egymástól függetlenül) visszatért Cézanne módszeréhez a sima közegbe helyezett tárgy megismeréséről és finomították azt, de kubista próbálkozásaik egyébként is szintén a hétköznapi fogalmak és tárgyak összegyűjtése felé terelték őket, mint az újságkivágások, hangszerek, cigaretta, bor. Európa és Amerika képzőművészetének elkövetkező tíz évét a kubizmus különböző fázisai határozták meg.
Az 1910-es évek nem lassították le a műalkotás dinamikus folyamatait Franciaországban. 1916-ban egy csapat lázadó találkozott Zürichben, egy kocsmában (a Cabaret Voltaire-ben) és megalkották a lehető legradikálisabb műfajt, a dada antiművészetét. Ugyanekkor Francis Picabia és Marcel Duchamp Párizsban hasonló gondolatokat fogalmazott meg. 1917-ben, New Yorkban egy művészeti bemutatón Duchamp R. Mutt aláírással műalkotásként mutatott be egy fehér porcelán éjjeliedényt.
Amikor a dada elérte Párizst, egy csoport fiatal művész és író mohón kapott utána, akiket megbűvöltek Sigmund Freud írásai, főleg az eszméletlen elme teóriája. A dada provokatív szelleme az automatikus írás, a véletlen műveletek és a módosított állam feltalálásában kapcsolódott össze az eszméletlen elme felfedezésével. A szürrealisták rögvest a festészethez és a szobrászathoz fordultak. A váratlan elemek okozta sokk, a frottázs, a kollázs és a dekalkománia használata, rejtélyes tájképek és álomképek áttűnése lettek az 1930-as évek kulcstechnikái.
A háború véget vetett a felhőtlen időknek. Több szürrealistának New Yorkba és az Egyesült Államokba kellett menekülnie (Yves Tanguy, Max Ernst, André Breton és André Masson, Duchamp már 1936-tól ott élt), de az összetartás és a lelkesedés alábbhagyott a mértani amerikai városban. Eközben az amerikaiak olyan művészetet követtek, aminek végső soron nagyon kevés, vagy semmi köze sem volt Európához.
A francia művészeti színtér a háború után két irányba indult. Ott voltak azok, akik onnan folytatták a művészeti kísérletezést, ahol abbahagyták, főként a szürrealizmust, valamint ott voltak az újítók, az absztrakt expresszionisták és az akcionista festők New Yorkból, akik francia módszerrel próbálkoztak (tachizmus vagy informális művészet). Mindkét áramlattal párhuzamosan a háború utáni korai éveket Jean Dubuffet uralta különböző médiaformákban készült gyerekszerű rajzaival, graffitijeivel és rajzfilmjeivel.
A késő 1950-es és a kora 1960-as években érkezett el Franciaországba, amit pop-art-nak hívunk. Yves Klein meztelen nőket vett rá, hogy kék festékben henteregjenek és vászonra vessék magukat, Victor Vasarely különböző optikai mintákkal kifejlesztette az op-art műfaját, a Fluxus mozgalom művészei, mint Ben Vautier a graffiti műfajával próbálkoztak, Niki de Saint-Phalle felfújt és rezgő műanyag alakokkal dolgozott, Arman talált tárgyakat gyűjtött és dobozokba rakta valamint gyantával ragasztotta őket össze, César Baldaccini pedig összepréselt tárgyakból készült szoborsorozatát állította ki (hasonlóan Chamberlain összezúzott autóihoz).
1968 májusában a radikális fiatalok egyik mozgalma attelier populaire jelszóval hatalmas poszterkiállítást rendezett az elnök veszendő politikája miatt.
Sok kortárs művész vesztette életét a háború borzalmaiban és a népirtás szörnyűségei között. Christian Boltanski szívhez szóló installációi az eltűntekről és a névtelenekről különösen hatásosak.